# Episodi di ReGenesis (terza stagione)
La terza stagione della serie televisiva ReGenesis è stata trasmessa in anteprima in Canada dalla The Movie Network tra il 1º aprile 2007 e il 17 giugno 2007.
| nº | Titolo originale          | Titolo italiano | Prima TV Canada | Prima TV Italia |
| -- | ------------------------- | --------------- | --------------- | --------------- |
| 1  | A Spontaneous Moment      |                 | 1º aprile 2007  |                 |
| 2  | Dust in the Wind          |                 | 1º aprile 2007  |                 |
| 3  | Strangers in the Night    |                 | 15 aprile 2007  |                 |
| 4  | I Dream of Genomes        |                 | 15 aprile 2007  |                 |
| 5  | The God of Commerce       |                 | 22 aprile 2007  |                 |
| 6  | Phantoms                  |                 | 29 aprile 2007  |                 |
| 7  | One Hand Washes the Other |                 | 6 maggio 2007   |                 |
| 8  | Sleepers                  |                 | 13 maggio 2007  |                 |
| 9  | Let It Burn               |                 | 20 maggio 2007  |                 |
| 10 | Unbearable                |                 | 27 maggio 2007  |                 |
| 11 | Adrift                    |                 | 3 giugno 2007   |                 |
| 12 | Jacobson's Organ          |                 | 10 giugno 2007  |                 |
| 13 | Back to the Future        |                 | 17 giugno 2007  |                 |